# Неправовой закон
Неправовой закон — закон, который не отвечает требованиям права и не воплощает справедливость (в отличие от правового закона). Неправовые законы имеют место в авторитарных и тоталитарных режимах. Однако, пока эти законы не отменены, они также подлежат исполнению. Примером неправовых законов являются законы, принятые в нацистской Германии, на основании которых преследовались лица по политическим, расовым и религиозным и другим мотивам.